# Ginés Jesús Hernández
Ginés Jesús Hernández y Martínez (ur. 1 lipca 1959 w Mula) – były hiszpański duchowny, trzeci antypapież Kościoła Palmariańskiego jako Grzegorz XVIII, sprawujący swój pontyfikat w latach 2011–2016. Sukcesor Piotra II.

## Życiorys
Urodził się w mieście Mula 1 lipca 1959 roku. Święcenia kapłańskie otrzymał 2 grudnia 1984 roku i w tym samym dniu otrzymał też sakrę biskupią. Kreację kardynalską otrzymał w 2010 roku z rąk papieża Piotra II, którego był sekretarzem stanu w latach 2005–2011. Po śmierci Piotra II został wybrany na papieża, przyjmując imię Grzegorza XVIII. Ginés zrzekł się funkcji i uciekł z Kościoła Palmariańskiego, by ożenić się z Nieves Triviño – byłą zakonnicą Kościoła Palmariańskiego.
10 czerwca 2018 roku przeprowadził napad na Bazylikę Palmariańską wraz z Nieves Triviño. Ginés został ciężko ranny po bójce z biskupami, a jego żona doznała drobnych obrażeń. 13 czerwca tego samego roku oboje zostali oskarżeni o napad. Po przesłuchaniu zostali osadzeni w więzieniu, gdzie oczekują na proces.